# Hay Day
Hay Day – gra na urządzenia mobilne, wyprodukowana i wydana przez Supercell. Gra Hay Day została wydana na system iOS 21 czerwca 2012 roku, a na system Android 20 listopada 2013 roku. Zgodnie z raportem opublikowanym w 2013 roku, Supercell zarabiał 30 milionów dolarów miesięcznie z gier Hay Day oraz Clash of Clans. Tak wysokie przychody były wynikiem popularności obu gier, które zdobyły ogromne grono graczy na całym świecie. W 2013 roku Hay Day była czwartą najwyżej zarabiającą grą na świecie, osiągając imponujące przychody wśród gier mobilnych.
Gra została pobrana ponad 100 milionów razy w Google Play.

## Odbiór
Gra Hay Day została pozytywnie oceniona przez Gamezebo, które podkreślało przyjemność z grania oraz różnorodność zadań. Chwaliło także przyjazny interfejs użytkownika i możliwość współpracy z innymi graczami.

## Rozgrywka
Hay Day to gra mobilna typu symulator rolnictwa, w której gracze mają możliwość zarządzania własnym gospodarstwem. Mogą uprawiać rośliny, hodować zwierzęta gospodarskie, a także produkować i sprzedawać różnorodne produkty. Gra pozwala także na interakcję z innymi graczami, umożliwiając wymianę dóbr i wspólne rozwiązywanie wyzwań.